# Las Canoas, Hidalgo
Las Canoas är en ort i Mexiko.   Den ligger i kommunen Cuautepec de Hinojosa och delstaten Hidalgo, i den sydöstra delen av landet, 120 km nordost om huvudstaden Mexico City. Las Canoas ligger 2 662 meter över havet och antalet invånare är 156.
Terrängen runt Las Canoas är kuperad. Runt Las Canoas är det ganska tätbefolkat, med 56 invånare per kvadratkilometer. Närmaste större samhälle är Cuautepec de Hinojosa, 14,7 km väster om Las Canoas. I omgivningarna runt Las Canoas växer huvudsakligen savannskog.